# مستشفى الهلال (القاهرة)
مستشفى الهلال بالقاهرة هو مستشفى حكومي متخصص في أمراض وجراحات العظام والحوادث، ويقع في قلب مدينة القاهرة بشارع رمسيس.

## التاريخ
بدأت فكرة إنشاء «مستشفى الهلال للحوادث» عندما تقدم الدكتور محمد كامل حسين باقتراح إلى الدكتور علي باشا إبراهيم ـ عميد مدرسة طب قصر العيني آنذاك ـ بتخصيص هذا المستشفى لجراحة الحوادث، مبينًا عدم إمكان توفير العناية اللازمة لمصابي الحوادث في مستشفى عام كقصر العيني، ومؤكدًا أهمية تخصيص مستشفى بالقاهرة لهذه الحالات، ولم يكن في العالم آنذاك إلا عدد قليل من المستشفيات المكرسة لجراحة الحوادث، مثل مستشفى الحوادث بفيينا.
وقد كان، وأنشئ مستشفى الهلال الأحمر سنة 1936 (يذكر د. عبد الحي مشهور في كتابه «جراحة العظام بين الماضي والحاضر» أن المستشفى أنشئ سنة 1940) وذلك بتمويل من جمعية الهلال الأحمر ووزارة الصحة والتبرعات. كان المستشفى في البداية تابعاً لجمعية الهلال الأحمر (التي ما زال يحمل اسمها حتى اليوم)، ثم انتقلت تبعيته سنة 1964 إلى المؤسسة العلاجية بالقاهرة. وكان يرأس المستشفى في ذلك الوقت الدكتور محمد كامل حسين أحد رواد جراحة العظام في مصر. وفي سنة 1999 صدر قرار جمهوري بضم المستشفى إلى الأمانة العامة للمراكز الطبية المتخصصة.

## وصلات خارجية
الموقع الرسمي للمستشفى